# Churrascaria

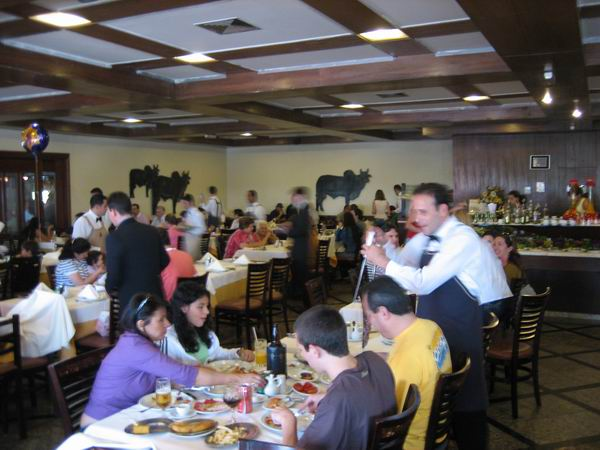
Churrascaria a São Paulo.

Una churrascaria (en portuguès brasiler, xurrascaria) és un restaurant tradicional de la gastronomia del Brasil (Rio Grande do Sul, Brasil), on se solen servir plats de carn rostida o a la graella (xurrasco).
Té una forta influència del menjar dels gautxos de l'Uruguai i l'Argentina pel fa al consum i preparació de les carns. La influència es va veure afavorida per l'activitat pecuària a la regió de la pampa (la plana gautxa: regió meridional de Rio Grande do Sul, Uruguai i la part de l'Argentina).
És molt típic servir el churrasco, però a més s'hi sol trobar pollastre rostit (frango assado o galeto), xoriço (lingüiça) o salsitxes (salsichão), llom de porc rostit, etc. Tot això acompanyat amb arròs, maionesa de batata, mandioca fregida o cuita (influència d'indígenes), polenta fregida (influència de la immigració italiana), tot això acompanyat de cervesa o vi negre.